# Acourtia perplexa
Acourtia perplexa là một loài tò vò trong họ Ichneumonidae.